# Europamesterskaberne i amatørboksning 1937
Europamesterskaberne i amatørboksning 1937 blev afviklet den 5. til den 9. maj 1937 i Milano. Det var femte gang, der blev afholdt EM for amatørboksere. Turneringen blev arrangeret af den europæiske amatørbokseorganisation EABA. Der deltog 85 boksere fra 26 lande.
Fra Danmark deltog Gerhard Petersen (weltervægt), Erik Sørensen (fjervægt), Peter Jørgensen (sværvægt), Gunnar Andreasen (mellemvægt), Jens Nielsen (letvægt). Ingen af de danske deltagere vandt nogen medaljer.

## Medaljevindere
| Event                   | Guld                      | Sølv                       | Bronze                   |
| ----------------------- | ------------------------- | -------------------------- | ------------------------ |
| Fluevægt (– 50,8 kg)    | Vilmos Énekes Ungarn      | Edmund Sobkowiak Polen     | Gavino Matta Italien     |
| Bantamvægt (– 53,5 kg)  | Ulderico Sergo Italien    | Anton Osca Romania         | Veikko Huuskonen Finland |
| Fjervægt (– 57,2 kg)    | Aleksander Polus Polen    | Federico Cortonesi Italien | Gyula Szabó Ungarn       |
| Letvægt (– 61,2 kg)     | Herbert Nürnberg Tyskland | Nikolai Stepulov Estland   | Marino Facchin Italien   |
| Weltervægt (– 66,7 kg)  | Michael Murach Tyskland   | Imre Mándi Ungarn          | Oscar Ågren Sverige      |
| Mellemvægt (– 72,6 kg)  | Henryk Chmielewski Polen  | Gerardus Dekkers Holland   | Bruno Zorzenone Italien  |
| Letsværvægt (– 79,4 kg) | Luigi Musina Italien      | Franciszek Szymura Polen   | Lajos Szigeti Ungarn     |
| Sværvægt (+ 79,4 kg)    | Olle Tandberg Sverige     | Herbert Runge Tyskland     | Erling Nilsen Norge      |

## Medaljefordeling
| Placering | Land         | Guld | Sølv | Bronze | Total |
| --------- | ------------ | ---- | ---- | ------ | ----- |
| 1         | Polen        | 2    | 2    | 0      | 4     |
| 2         | Italien      | 2    | 1    | 3      | 6     |
| 3         | Tyskland     | 2    | 1    | 0      | 3     |
| 4         | Ungarn       | 1    | 1    | 2      | 4     |
| 5         | Sverige      | 1    | 0    | 1      | 2     |
| 6         | Estland      | 0    | 1    | 0      | 1     |
| –         | Nederlandene | 0    | 1    | 0      | 1     |
| –         | Rumænien     | 0    | 1    | 0      | 1     |
| 9         | Finland      | 0    | 0    | 1      | 1     |
| –         | Norge        | 0    | 0    | 1      | 1     |

## Eksterne links
- . Europamesterskab i boksning Arkiveret 2. februar 2012 hos  Wayback Machine (engelsk)